# Stichting Transfore
Stichting Transfore is een zorgaanbieder voor forensisch psychiatrische zorg in Oost-Nederland en is onderdeel van de Dimence Groep.
Stichting Transfore heeft een forensisch psychiatrische kliniek in Balkbrug, forensisch psychiatrische afdelingen in Almelo en Deventer, heeft verschillende locaties voor forensisch beschermd wonen en voorziet in ambulante begeleiding vanuit Almelo, Enschede, Deventer en Zwolle.

## Geschiedenis
Transfore is ontstaan vanuit een samenwerking tussen ggz-instelling Dimence Groep en de voormalige tbs-kliniek FPC Oldenkotte. Medio jaren '00 stimuleerde het Ministerie van Justitie en Veiligheid de tbs-klinieken, die altijd op zichzelf hebben gefunctioneerd, om aansluiting te zoeken bij de reguliere ggz-instellingen. Oldenkotte vond een samenwerkingspartner in Dimence. Samen hebben ze een forensisch psychiatrische afdeling Forence opgezet op het Brinkgreven-terrein in Deventer. Ook wat betreft poli- en dagkliniek De Tender was de samenwerking in vergevorderd stadium.

### Sluiting Oldenkotte
Maart 2013 maakte staatssecretaris Fred Teeven bekend in het kader van bezuinigingen niet langer gebruik te willen maken van de diensten van Oldenkotte. Daar was veel protest tegen, onder andere van de burgemeesters van Berkelland en Enschede. In het najaar van 2013 is er een akkoord gesloten waarbij ongeveer een derde van de banen van Oldenkotte kon blijven behouden. Transfore heeft deze werknemers overgenomen.